# Charlie Miller
Charles "Charlie" Miller (født 18. marts 1976 i Glasgow, Skotland) er en skotsk tidligere fodboldspiller (offsensiv midtbane). Han spillede én kamp for det skotske landshold, en venskabskamp mod Polen i 2001.
På klubplan spillede Miller i hjemlandet seks sæsoner for Rangers og fire for Dundee United. Med førstnævnte vandt han femskotske mesterskaber og to pokaltitler. Han tilbragte også flere år i udenlandske klubber, blandt andet hos Brann i Norge og Watford i England.

## Titler
Skotsk Premier League
- 1994, 1995, 1996, 1997 og 1999 med Rangers

Scottish Cup
- 1996 og 1999 med Rangers

Norsk pokaltitel
- 2004 med SK Brann